# فهرست متون فلسفی جهان
این فهرست، متون مهم در فلسفه است که بر اساس رشته سازماندهی شده‌است. آثار موجود در این فهرست به این دلیل مهم تلقی می‌شوند که به‌عنوان یک یا چند مورد از نقش‌های زیر خدمت کرده یا در حال تأثیرگذاری‌اند:
- بنیادی – متونی که ایده‌های آن پایه و اساس یک موضوع یا زمینه در فلسفه می‌شود.
- پیشرفتی – متونی که دانش فلسفی را به‌طور قابل توجهی تغییر داده، یا به آن افزوده‌است.
- نفوذی – متونی که تأثیر قابل توجهی بر مطالعه دانشگاهی فلسفه یا جهان داشته‌است.

## متون تاریخی

### فلسفه اروپایی و اسلامی

#### فلسفه باستان
- هراکلیتوس (اوایل سده ۵ میلادی)، «دربارهٔ طبیعت؛ قطعات»
- پارمنیدس (اوایل سده ۵ میلادی)، «در باب طبیعت»[۱]
- افلاطون (دوره اولیه، حدود ۳۸۷–۳۹۹ پیش از میلاد[۲]), «آپولوژی»
- افلاطون (دوره اولیه)، «کریتون»
- افلاطون (دوره اولیه)، «اوتیفرون»
- افلاطون (دوره اولیه)، «گورگیاس (گفتگو)»
- افلاطون (دوره اولیه)، «گفتگوی پروتاگوراس"
- افلاطون (اوایل دوره انتقالی، حدود ۳۸۰–۳۸۷ پیش از میلاد)، «کراتیلوس»
- افلاطون (اوایل دوره انتقالی)، «منون»
- افلاطون (دوره میانی، حدود ۳۶۰–۳۸۰پیش از میلاد)، «فایدون»
- افلاطون (دوره میانی)، «سمپوزیوم (ضیافت)»
- افلاطون (دوره انتقالی اواخر، حدود ۳۵۵–۳۶۰ پیش از میلاد), «پارمنیدس»
- افلاطون (اواخر دوره انتقالی)، «ته‌تتوس»
- افلاطون (دوره انتقالی متاخر)، «فایدروس»
- افلاطون (دوره متأخر، حدود ۳۴۷–۳۵۵ پیش از میلاد)، «قوانین»
- افلاطون (دوره متأخر)، «تیمائوس»
- افلاطون (دوره متأخر)، «جمهور»
- ارسطو، «ارغنون»
- ارسطو، «فیزیک»
- ارسطو، «متافیزیک»
- ارسطو، «دربارهٔ روح (نفس ناطقه)»
- ارسطو، «اخلاق نیکوماخوسی»
- ارسطو، «سیاست»
- ارسطو، «بلاغت (ریطوریقا)»
- ارسطو، «فن شعر»
- اپیکور، (۳۴۱–۲۷۰ قبل از میلاد)، «دربارهٔ طبیعت»
- لوکرتیوس، در طبیعت اشیا
- سیسرون، (۱۰۶–۴۳ قبل از میلاد)، جمهور
- سیسرون، دربارهٔ قوانین
- سیسرون، در باب طبیعت خدایان
- لوسیوس آنائوس سنکا (۴ قبل از میلاد - ۶۵ پس از میلاد)، «رساله‌های اخلاقی به لوسیوس»
- مارکوس اورلیوس (۱۶۱–۱۸۰ پس از میلاد)، «تأملات»
- اپیکتت (۱۰۸ میلادی)، «گفتارها»
- اپیکتت (۱۲۵ میلادی)، «انکیریدیون»
- سکستوس امپریکوس (حدود ۱۶۰–۲۱۰ پس از میلاد)، «چهارچوب مکتب پیرونی»
- فلوطین (۲۷۰ پس از میلاد)، «تاسوعات»
- پورفیری (حدود ۲۳۴–۳۰۵ پس از میلاد)، «ایساغوجی»
- هرمس تریسمجیستوس، «متون هرمس»[۳]

#### فلسفه قرون وسطی
- آگوستین، «اعترافات»، سال ۳۹۷ میلادی
- آگوستین، «شهر خدا»، اوایل قرن پنجم میلادی
- پروکلس لیکایوس، «عناصر الهیات»
- داماسکیوس، «دشواری‌ها و راه‌حل‌های اصول اول»
- بوئتیوس «تسلای فلسفه» (حدود ۵۰۰ میلادی)
- اسکات اریژن، «پریفیسئون»
- ابن سینا، «شفا»
- ابن سینا، «برهان صدیقین»
- ابن میمون، «دلالة الحائرین»
- ابن میمون، «تورات میشنه»
- یهودا هلوی، «کوزاری»
- سعادیا گائون، «امانات و اعتقادات»
- غزالی، «تهافت‌الفلاسفه»
- ابن رشد، «تهافت التهافت»
- انسلم، «پروسلوگیون»
- توماس آکویناس، «اجتماع علیه غیریهودیان»، حدود ۱۲۶۰
- توماس آکویناس، «مدخل الهیات»
- دانس اسکوتوس، «فرمان»[۴]
- ابن تیمیه، «ردّ العقول»
- ویلیام اکام، «جمع منطق»

#### فلسفه مدرن اولیه

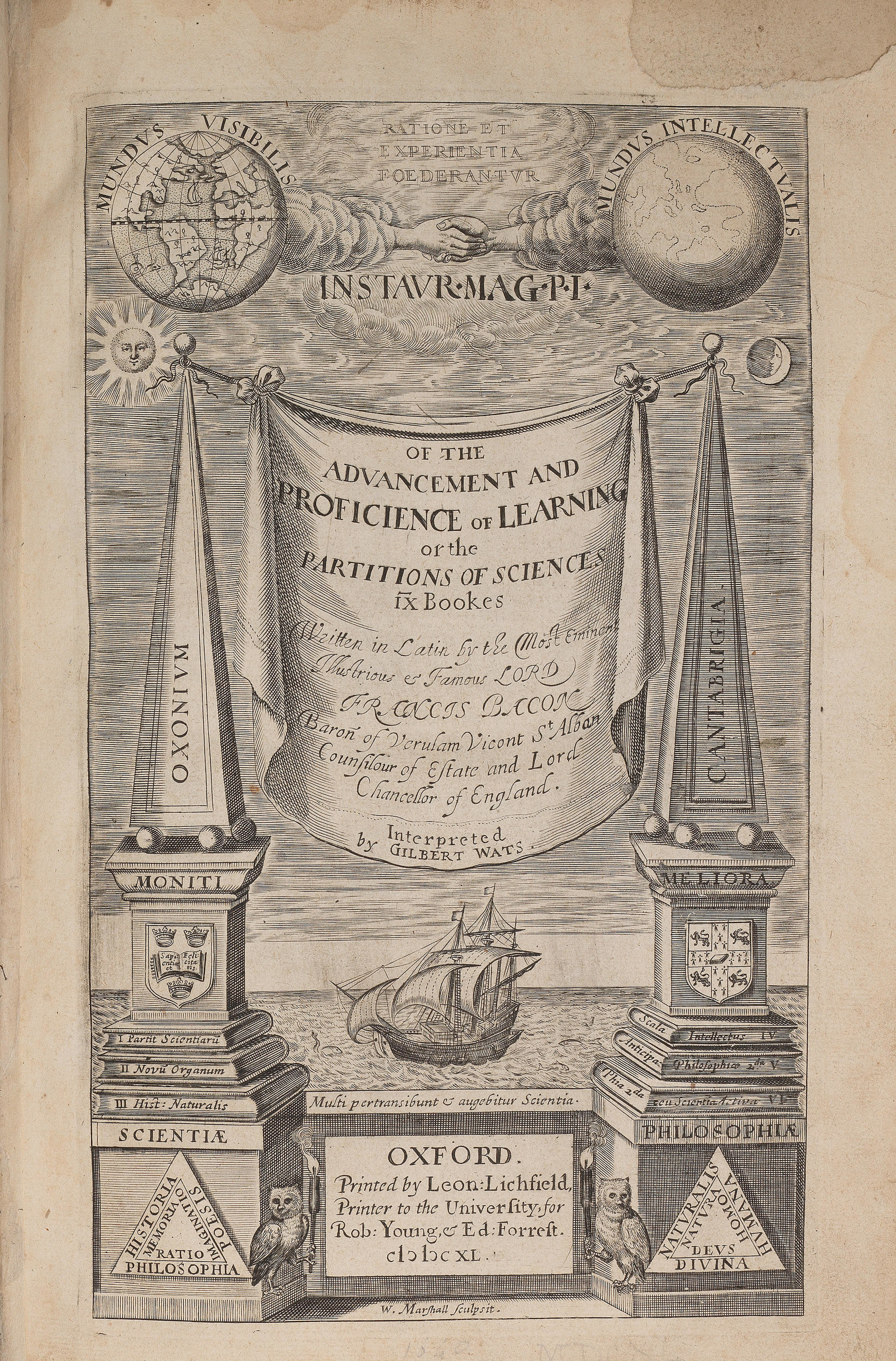
صفحه عنوان ترویج دانش اثر فرانسیس بیکن

- دسیدریوس اراسموس، «در ستایش دیوانگی»، ۱۵۰۹ (چاپ ۱۵۱۱)
- نیکولو ماکیاولی، «شهریار»، ۱۵۱۳ (چاپ ۱۵۳۲)
- نیکولو ماکیاولی، «گفتارهای ماکیاولی (گفتارهایی دربارهٔ لیوی)»، ۱۵۱۷ (چاپ ۱۵۳۳)
- میشل دو مونتی، «مقالات»، ۱۵۷۰–۱۵۹۲ (چاپ ۱۵۸۰–۱۵۹۵)
- سر فرانسیس بیکن، «اندامی نو»، ۱۶۲۰
- هوگو گروتیوس، «حقوق جنگ و صلح»، ۱۶۲۵
- رنه دکارت، «قواعدی برای جهت‌دهی ذهن»، ۱۶۲۸
- رنه دکارت، «گفتاری در روش»، ۱۶۳۷
- رنه دکارت، «تأملاتی در فلسفه اولی»، ۱۶۴۱
- رنه دکارت، «اصول فلسفه»، ۱۶۴۴
- رنه دکارت، «انفعالات نفسانی»، ۱۶۴۹
- توماس هابز، «لویاتان»، ۱۶۵۱
- بلز پاسکال، «اندیشه‌ها»، ۱۶۷۰
- باروخ اسپینوزا، «اخلاق»، ۱۶۷۷
- باروخ اسپینوزا، «رساله الهی سیاسی»، ۱۶۷۷
- گوتفرید لایبنیتس، «گفتمان متافیزیک»، ۱۶۸۶
- نیکلاس مالبرانش، «گفتگوهایی در باب متافیزیک»، ۱۶۸۸
- جان لاک، «دو رساله درباره حکومت»، ۱۶۸۹
- جان لاک، «جستاری در خصوص فاهمه انسانی»، ۱۶۸۹
- آن کانوی، «اصول کهن‌ترین و مدرن‌ترین فلسفه»، ۱۶۹۰
- گوتفرید لایبنیتس، «جستارهای جدید در فهم بشری»، ۱۷۰۴ (چاپ شده در ۱۷۶۵)
- جرج بارکلی، «رساله‌ای در باب اصول دانش بشری»، ۱۷۱۰
- گوتفرید لایبنیتس، «تئودیسه»، ۱۷۱۰
- گوتفرید لایبنیتس، «مونادولوژی»، ۱۷۱۴ (چاپ ۱۷۲۰)
- جامباتیستا ویکو، «علم جدید»، ۱۷۲۵، ۱۷۳۰، ۱۷۴۴
- فرانسیس هاچسون، «تحقیق در باب اصل ایده‌های ما در مورد زیبایی و فضیلت»، ۱۷۲۵
- دیوید هیوم، «رساله دربارهٔ طبیعت آدمی»، ۱۷۳۸–۱۷۴۰
- ژولین اوفره دو لا متری، «انسان یک ماشین است»، ۱۷۴۷
- دیوید هیوم، «کاوشی در خصوص فهم بشری»، ۱۷۴۸
- مونتسکیو، «روح‌القوانین»، ۱۷۴۸
- ژان-ژاک روسو، «گفتاری در هنرها و علوم»، ۱۷۵۰
- ژان لو رون دالامبر، «گفتار مقدماتی برای دایرةالمعارف دیدرو»، ۱۷۵۱
- دیوید هیوم، «کاوشی در مبانی اخلاق»، ۱۷۵۱
- ژان ژاک روسو، «گفتاری در باب نابرابری»، ۱۷۵۴
- آدام اسمیت، «نظریه عواطف اخلاقی»، ۱۷۵۹
- ولتر، «کاندید»، ۱۷۵۹
- ژان ژاک روسو، «امیل»، ۱۷۶۲
- ژان ژاک روسو، «قرارداد اجتماعی»، ۱۷۶۲
- ولتر، «رساله‌ای در باب مدارا»، ۱۷۶۳
- توماس رید، «تحقیق در ذهن انسان و اصول عقل سلیم»، ۱۷۶۴
- آدام اسمیت، «ثروت ملل»، ۱۷۷۶
- ایمانوئل کانت، «نقد عقل محض»، ۱۷۸۱
- ایمانوئل کانت، «بنیاد مابعدالطبیعه اخلاق»، ۱۷۸۵
- توماس رید، «مقالاتی در مورد قدرت‌های فکری انسان»، ۱۷۸۵
- ایمانوئل کانت، «نقد عقل عملی»، ۱۷۸۸
- جرمی بنتام، «مقدمه‌ای بر اصول اخلاق و قانون»، ۱۷۸۹
- ادموند برک، «تأملاتی بر انقلاب در فرانسه»، ۱۷۹۰
- ایمانوئل کانت، «نقد قوه حکم»، ۱۷۹۰
- مارکی دو کندورسه، «طرحی برای تصویری تاریخی از پیشرفت ذهن بشر»، ۱۷۹۴
- ژوزف دو مستر، «ملاحظاتی در مورد فرانسه»، ۱۷۹۷
- سوفی دو کندورسه، «نامه‌هایی در مورد هم‌دردی»، ۱۷۹۸
- توماس پین، «حقوق بشر»، ۱۷۹۱
- مری ولستون‌کرافت، «احقاق حقوق زنان»، ۱۷۹۲
- یوهان گوتلیب فیشته، «بنیاد آموزه فراگیر دانش»، ۱۷۹۴

#### فلسفه قرن نوزدهم
- گئورگ ویلهلم فریدریش هگل، «پدیدارشناسی روح»، ۱۸۰۷
- گئورگ ویلهلم فریدریش هگل، «علم منطق»، ۱۸۱۲–۱۸۱۷
- گئورگ ویلهلم فریدریش هگل، «عناصر فلسفه حق»، ۱۸۲۰
- گئورگ ویلهلم فریدریش هگل، «درس‌های فلسفه تاریخ»، چاپ ۱۸۳۷
- آرتور شوپنهاور، «جهان همچون اراده و تصور»، ۱۸۱۹–۱۸۵۹
- آگوست کنت، «دوره فلسفه اثباتی»، ۱۸۳۰–۱۸۴۲
- سورن کی‌یرکگور، «یا این/یا آن»، ۱۸۴۳
- سورن کی‌یرکگور، «ترس و لرز»، ۱۸۴۳
- سورن کی‌یرکگور، «مفهوم اضطراب»، ۱۸۴۴
- سورن کی‌یرکگور، «پایان‌نامه غیرعلمی پس‌نوشته‌های فلسفی»، ۱۸۴۶
- ماکس اشتیرنر، «خود و آنچه ازوست»، ۱۸۴۴
- کارل مارکس، «مانیفست حزب کمونیست»، ۱۸۴۸
- کارل مارکس، «سرمایه»، ۱۸۶۷–۱۸۹۴
- جان استوارت میل، «درباره آزادی»، ۱۸۵۹
- جان استوارت میل، «فایده‌گرایی»، ۱۸۶۱–۱۸۶۳
- جان استوارت میل، «هریت تیلور میل، انقیاد زنان»، ۱۸۶۹
- هربرت اسپنسر، «سیستم فلسفه ترکیبی»، ۱۸۶۲–۱۸۹۲
- هنری سیدجویک، «روش‌های اخلاق»، ۱۸۷۴
- فریدریش نیچه، «چنین گفت زرتشت»، ۱۸۸۳–۱۸۹۱
- فریدریش نیچه، «فراسوی نیک و بد»، ۱۸۸۶
- فردریش نیچه، «تبارشناسی اخلاق»، ۱۸۸۷
- آنری برگسون، «زمان و اراده آزاد»، ۱۸۸۹
- آنری برگسون، «ماده و حافظه»، ۱۸۹۶

### فلسفه آسیایی

#### فلسفه هندی
- اوپانیشادها
- بهاگاواد گیتا، «آواز خدا»
- مدرسه سامخیا
  - ایسوارا کریشنا، «سامخیا کاریکا»
- مدرسه نیایا
  - آکساپادا گوتاما، «نیایا سوترا»
- مدرسه وی شیشکا
  - کانادا، «ویشیشکا سوترا»
- مدرسه یوگا
  - پاتانجلی، «یوگا سوترا»
  - سوامی سواتاماراما، «هاتا یوگا پرادیپیکا»
- مدرسه ودانته
  - ویاسا، «برهما سوترا»
- مدرسه میماسا
  - جیمینی، «پوروا میماسا سوترا»
- جینیسم / «ادبیات جین»
  - کتاب مقدس جین
    - جین آگاماس (دیگامبارا)
    - جین آگاماس (سوتامبا)
- بودیسم / متون بودایی
  - متون دینی پالی
  - سوتراهای ماهایانه
- تامیل
  - تیروواللووار، «تیروکورال»

#### فلسفه چینی

##### سلسله ژو
- کنفوسیوس، «منتخبات کنفوسیوس» (احتمالاً بعداً توسط پیروان نوشته شده‌است)
- کنفوسیوس، «چهار کتاب و پنج کلاسیک» (تدوین‌شده)
- سون تزو، «هنر رزم»
- لائوتسه، «دائو ده جینگ»

##### دوره سنگوکو
- منسیوس، «منسیوس»
- موزی، «موزی»
- ژوانگزی، «ژوانگزی»
- هان فی زی، «هان فیزی»

##### سلسله سونگ
- رکورد لینجی
- ژو دونی، «تایجی توشو»
- ژو هسی، «چهار کتاب» (تجمیع‌شده)
- ژو هسی، «تأملاتی در مورد چیزهای موجود»، ۱۱۷۵

#### فلسفه ژاپنی

##### بودیسمپیش ازمیجی
- کوکای، «دستیابی به روشنگری در هستی»، ۸۱۷
- هونئن، «سند تک‌برگ»، ۱۲۱۲
- شینران، «کیوگیوشینشو»، ۱۲۲۴
- دوگن زنجی، «شوبوگنزو»، ۱۲۳۱–۱۲۵۳
- هاکوین اکاکو، «پیچک وحشی»

##### مدرن اولیه
- زآمی موتوکیو، «سبک و گل» تقریباً. ۱۴۰۰ بعد از میلاد
- میاموتو موساشی، «کتاب پنج حلقه»، تقریباً. ۱۶۰۰ بعد از میلاد

## منطق و فلسفه منطق
- چارلز سندرز پیرس، «چگونه ایده‌هایمان را شفاف کنیم»، ۱۸۷۸
- گوتلوب فرگه، «مفهوم‌نگاشت»، ۱۸۷۹
- برتراند راسل و آلفرد نورث وایتهد، «مبادی ریاضیات»، ۱۹۱۰–۱۳/۱۹۲۵–۲۷
- کورت گودل، «دربارهٔ گزاره‌های غیرقابل تصمیم‌گیری از اصول ریاضیات و سیستم‌های مرتبط»، ۱۹۳۱
- فرانک رمزی، «مبانی ریاضیات و دیگر مقالات منطقی»، ۱۹۳۱
- آلفرد تارسکی، «مفهوم حقیقت در زبان‌های رسمی»، ۱۹۳۳/۱۹۵۶
- آلفرد تارسکی، «مقدمه‌ای بر منطق و روش‌شناسی علوم قیاسی»، ۱۹۴۱/۱۹۹۴
- ویلفرید سلارز، «استنتاج و معنا»، ۱۹۵۳
- آلفرد تارسکی، «منطق، معناشناسی، فراریاضیات: مقالات» ۱۹۲۳ تا ۱۹۳۸، ۱۹۵۶/۱۹۸۳
- ویلیام نیل و مارتا نیل، «توسعه منطق»، ۱۹۶۲
- سول کریپکی، «مطالعات معنایی در منطق»، ۱۹۶۳
- دونالد دیویدسن، «حقیقت و معنا»، ۱۹۶۷
- ویلارد ون اورمن کواین، «فلسفه منطق»، ۱۹۷۰/۱۹۸۶
- دیوید کی لوئیس، «خلاف واقع»، ۱۹۷۳
- سوزان هاک، «فلسفه منطق»، ۱۹۷۸
- پیتر اسپایرتس، کلارک گلایمور، و ریچارد شاینز، «علت، پیش‌بینی و جستجو»، ۱۹۹۳
- رابرت براندوم، «دلایل بیانی: مقدمه‌ای بر استنتاج‌گرایی»، ۲۰۰۰

## فلسفه زبان
- گوتلوب فرگه، «سنس و مرجع»، ۱۸۹۲
- برتراند راسل، «در باب دلالت"، ۱۹۰۵
- لودویگ ویتگنشتاین، «رساله منطقی-فلسفی» (تراکتاتوس نیز نامیده می‌شود)"، ۱۹۲۱
- آلفرد جی آیر، «زبان، حقیقت و منطق»، ۱۹۳۶
- لودویگ ویتگنشتاین، «تحقیقات فلسفی»، ۱۹۵۳
- جان لانگشاو آستین، «چگونه کارها را با کلمات انجام دهیم»، ۱۹۵۵/۱۹۶۲
- جان لانگشاو آستین،: «درخواست برای بهانه»، ۱۹۵۶
- ویلارد ون اورمن کواین، «کلمه و شیء»، ۱۹۶۰
- پل گرایس، «منطق و گفتگو»، ۱۹۶۷/۱۹۸۷
- استنلی کاول، «آیا باید منظورمان چیزی باشد که می‌گوییم؟ کتابی از سلسله مقالات»، ۱۹۶۹/۱۹۷۶
- جان سرل، «اعمال گفتاری: مقاله ای در فلسفه زبان»، ۱۹۶۹
- سول کریپکی، «نام‌گذاری و ضرورت»، ۱۹۷۲/۱۹۸۰
- دیوید کی لوئیس، «معناشناسی عمومی»، ۱۹۷۲
- دونالد دیویدسن، «تفسیر رادیکال»، ۱۹۷۳
- دونالد دیویدسن، «دربارهٔ ایده یک طرح مفهومی»، ۱۹۷۳
- مایکل دامت، «فرگه: فلسفه زبان»، ۱۹۷۳/۱۹۸۱
- مایکل دویت و کیم استرنی، «زبان و واقعیت: مقدمه ای بر فلسفه زبان»، ۱۹۸۷/۱۹۹۹
- کورا دیاموند، «روح واقع‌بینانه: ویتگنشتاین، فلسفه و ذهن»، ۱۹۹۱
- رابرت براندوم، «صریح ساختن: استدلال، بازنمایی و تعهد گفتمانی»، ۱۹۹۴
- جان مکداول، «معنا، دانش و واقعیت»، ۱۹۹۸

## معرفت‌شناسی
- برتراند راسل، «مسائل فلسفه»، ۱۹۱۲
- جرج ادوارد مور، «دفاع از عقل سلیم»، ۱۹۲۵
- ژاک ماریتن، «درجات دانش»، ۱۹۳۲
- اولاف هلمر و نیکولاس رشر، «در مورد معرفت‌شناسی علوم غیر دقیق»، ۱۹۵۹
- ادموند گتیه، «آیا دانش باور واقعی موجه است؟»، ۱۹۶۳
- رودریک چیزم، «نظریه دانش»، ۱۹۶۶/۱۹۸۹
- ویلارد کواین، «معرفت‌شناسی طبیعی‌شده»، ۱۹۷۱
- پیتر آنگر، «جهل: موردی برای شک و تردید»، ۱۹۷۵
- ریچارد رورتی، «فلسفه و آینه واقعیت»، ۱۹۷۹
- استانلی کاول، «ادعای عقل: ویتگنشتاین، شک، اخلاق، و تراژدی»، ۱۹۷۹
- آلوین گولدمن، «باور موجه چیست؟»، ۱۹۷۹
- ارنست سوسا، «رأفت و هرم آن: انسجام در مقابل مبانی در نظریه دانش»، ۱۹۸۰
- لورنس بونجور، «ساختار دانش تجربی»، ۱۹۸۵
- جان هاردویگ، «وابستگی معرفتی»، ۱۹۸۵
- آلوین گولدمن، «معرفت‌شناسی و شناخت»، ۱۹۸۶
- استفان استیچ، «تکه‌تکه شدن عقل: مقدمه‌ای بر نظریه عمل‌گرایانه ارزیابی شناختی»، ۱۹۹۰
- سوزان هاک، «شواهد و تحقیق: به سوی بازسازی در معرفت‌شناسی»، ۱۹۹۳/۲۰۰۹
- جان مکداول، «ذهن و جهان»، ۱۹۹۴
- دیوید کی لوئیس، «دانش گریزان»، ۱۹۹۶
- آلوین گولدمن، «دانش در جهانی اجتماعی»، ۱۹۹۹
- یورگن هابرماس، «حقیقت و توجیه»، ۱۹۹۹
- تیموتی ویلیامسون، «دانش و محدودیت‌های آن»، ۲۰۰۰
- دونالد دیویدسن، «ذهنی، بین‌الاذهانی، عینی»، ۲۰۰۱
- هیلاری کورنبلیت، «دانش و جایگاه آن در طبیعت»، ۲۰۰۲
- جاناتان کوانویگ، «ارزش دانش و پیگیری تفاهم»، ۲۰۰۳
- جیسون استنلی، «دانش و علایق عملی»، ۲۰۰۵
- میراندا فریکر، «بی عدالتی معرفتی: قدرت و اخلاق دانستن»، ۲۰۰۷
- کیت دروز، «موردی برای زمینه‌گرایی: دانش، شک‌گرایی و زمینه»، ۲۰۰۹

## متافیزیک
- آنری برگسون، «مقدمه‌ای بر متافیزیک»، ۱۹۰۳
- جی ادوارد مور، «رد ایده‌آلیسم»، ۱۹۰۳
- آنری برگسون، «تحول خلاق»، ۱۹۰۷
- ویلیام جیمز، «پراگماتیسم: نامی جدید برای برخی روش‌های قدیمی تفکر»، ۱۹۰۷
- جان دیویی، «تجربه و طبیعت»، ۱۹۲۵/۱۹۲۹
- آلفرد نورث وایتهد، «فرایند و واقعیت»، ۱۹۲۹
- ر. ج. کالینگوود، «مقاله‌ای در مورد متافیزیک»، ۱۹۴۰
- ویلارد کواین، «در مورد آنچه هست»، ۱۹۴۸
- رودولف کارنپ، «معنا و ضرورت: مطالعه‌ای در معناشناسی و منطق مودال»، ۱۹۴۷/۱۹۵۶
- رودولف کارنپ، «تجربه‌گرایی، معناشناسی و هستی‌شناسی»، ۱۹۵۰
- ویلارد کواین، «دو جزم تجربه‌گرایی»، ۱۹۵۱
- ارول هریس، «مبانی متافیزیک در علم»، ۱۹۶۵
- سائول کریپکی، «نام‌گذاری و ضرورت»، ۱۹۷۲/۱۹۸۰
- دیوید مالت آرمسترانگ، «یونیورسال‌ها و رئالیسم علمی»، ۱۹۷۸
- ویلارد کواین، «نظریه‌ها و چیزها»، ۱۹۸۱
- سید حسین نصر، «معرفت و معنویت»، ۱۳۶۰
- درک پارفیت، «دلایل و اشخاص»، ۱۹۸۴
- دیوید کی. لوئیس، «در مورد کثرت دنیاها»، ۱۹۸۶
- پیتر ون اینواگن، «متافیزیک»، ۱۹۹۳/۲۰۱۵
- نیکلاس رشر، «متافیزیک فرایند: مقدمه‌ای بر فلسفه فرایند»، ۱۹۹۶
- ادوارد جاناتان لو، «امکان متافیزیک: جوهر، هویت و زمان»، ۱۹۹۸
- استیفن مامفورد، «گرایش‌ها»، ۱۹۹۸
- امی توماسون، «داستان و متافیزیک»، ۱۹۹۹
- تئودور سیدر، «نوشتن کتاب جهان»، ۲۰۱۱
- دیوید چالمرز، «ساختن جهان»، ۲۰۱۲
- تیموتی ویلیامسون، «منطق معین به عنوان متافیزیک»، ۲۰۱۳

## فلسفه ذهن
- گیلبرت رایل، «مفهوم ذهن»، ۱۹۴۹
- ویلفرد سلارز، «تجربه‌گرایی و فلسفه ذهن»، ۱۹۵۶
- هربرت فیگل، «ذهنی» و «فیزیکی»، ۱۹۵۸
- دیوید کی. لوئیس، «برهانی برای نظریه هویت»، ۱۹۶۶
- تامس نیگل، «خفاش بودن چگونه است؟»، ۱۹۷۴
- جری فودر، «زبان اندیشه»، ۱۹۷۵
- هیلاری پاتنام، «معنای معنا»، ۱۹۷۵
- تایلر برج، «فردگرایی و ذهنیت»، ۱۹۷۹
- پل چرچلند، «ماتریالیسم حذفی و نگرش‌های گزاره‌ای»، ۱۹۸۱
- جری فودر، «مدولار بودن ذهن: مقاله‌ای در مورد روان‌شناسی دانشکده‌ای»، ۱۹۸۳
- جان سرل، «نیت: مقاله‌ای در فلسفه ذهن»، ۱۹۸۳
- استفان استیچ، «از روان‌شناسی عامیانه تا علوم شناختی: موردی علیه باور»، ۱۹۸۳
- روث گرت میلیکان، «زبان، اندیشه، و مقوله‌های زیست‌شناختی دیگر: مبانی جدید برای رئالیسم»، ۱۹۸۴
- پاتریشیا چرچلند، «فلسفه عصبی: به سوی علم یکپارچه ذهن-مغز»، ۱۹۸۶
- تامس نیگل، «نمایی از ناکجاآباد»، ۱۹۸۶
- مارک جانسون، «بدن در ذهن: پایه بدنی معنا، تخیل و عقل»، ۱۹۸۷
- راجر پنروز، «ذهن جدید امپراتور: در مورد کامپیوترها، ذهن‌ها و قوانین فیزیک»، ۱۹۸۹
- دانیل دنت، «آگاهی توضیح داده شده»، ۱۹۹۱
- فرانسیسکو جی. وارلا، ایوان تامپسون، و الئنار راش، «ذهن تجسم‌یافته: علوم شناختی و تجربه انسانی»، ۱۹۹۱
- دیوید چالمرز، «ذهن آگاه»، ۱۹۹۶
- اندی کلارک، «آن‌جا بودن: قرار دادن دوباره مغز، بدن و جهان در کنار هم»، ۱۹۹۷
- اندی کلارک و دیوید چالمرز، «ذهن گسترده»، ۱۹۹۸
- شان گالاگر، «چگونه بدن ذهن را شکل می‌دهد»، ۲۰۰۵
- اندی کلارک، «بزرگ کردن ذهن: تجسم، عمل، و گسترش شناختی»، ۲۰۰۸
- دیوید چالمرز، «شخصیت آگاهی»، ۲۰۱۰
- کوردلیا فاین، «توهمات جنسیتی: چگونه ذهن، جامعه، و جنسیت عصبی ما تفاوت ایجاد می‌کند»، ۲۰۱۰
- ایوان تامپسون، «ذهن در زندگی»، ۲۰۱۰
- اندی کلارک، «عدم قطعیت موج‌سواری: پیش‌بینی، اقدام، و ذهن تجسم‌یافته»، ۲۰۱۵

## فلسفه دین
- ویلیام جیمز، «اراده برای باور»، ۱۸۹۶
- ویلیام جیمز، «انواع تجربه دینی: مطالعه ای در طبیعت انسان»، ۱۹۰۲
- آلدوس هاکسلی، «خرد جاویدان»، ۱۹۴۵
- الوین پلانتینگا، «خدا و دیگر ذهن‌ها: مطالعه توجیه عقلانی اعتقاد به خدا»، ۱۹۶۷
- دوی زفانیاه فیلیپس، «دین بدون توضیح»، ۱۹۷۶
- ریچارد سوئینبرن، «وجود خدا»، ۱۹۷۹
- ویلیام لین کریگ، «برهان کیهانی کلام»، ۱۹۷۹
- الوین پلانتینگا، «آیا اعتقاد به خدا امری اساسی است؟»، ۱۹۸۱
- ژان-لوک ماریون، «خدای بدون وجود»، ۱۹۸۲
- جی. ال. مکی، «معجزه خداباوری: استدلال‌های موافق و علیه وجود خدا»، ۱۹۸۲
- جان هیک، «تفسیری از دین: پاسخ‌های انسانی به امر متعالی»، ۱۹۸۹/۲۰۰۴
- ویلیام آلستون، ادراک خدا: «معرفت‌شناسی تجربه دینی», ۱۹۹۱
- جی. ال. شلنبرگ، «غیبت الهی و عقل انسانی»، ۱۹۹۳
- ویلیام ال. رو، «برهان شواهدی از شیطان: نگاه دوم»، ۱۹۹۶
- الوین پلانتینگا، «اعتقاد مسیحی تضمین‌شده»، ۲۰۰۰
- جی لازار گارفیلد، «کلمات خالی: فلسفه بودایی و تفسیر میان‌فرهنگی»، ۲۰۰۱
- کیت یاندل، «فلسفه دین: مقدمه معاصر»، ۲۰۰۲

## فلسفه ریاضیات
- گوتلوب فرگه، «مبانی علم حساب»، ۱۸۸۴
- آلفرد نورث وایتهد و برتراند راسل، «مبادی ریاضیات»، ۱۹۱۰–۱۳/۱۹۲۵–۲۷
- برتراند راسل، «مقدمه‌ای بر فلسفه ریاضی»، ۱۹۱۹
- یوجین ویگنر، «اثربخشی نامعقول ریاضیات در علوم طبیعی»، ۱۹۶۰
- پل بن الصراف و هیلاری پاتنم، «فلسفه ریاضیات: برگزیده سخنرانی‌ها»، ۱۹۶۴/۱۹۸۳
- پل بن الصراف، «آنچه اعداد نمی‌توانند باشند»، ۱۹۶۵
- پل بن الصراف، «حقیقت ریاضی»، ۱۹۷۳
- ایان هکینگ، «ظهور احتمال: مطالعه فلسفی ایده‌های اولیه در مورد احتمال، استقراء و آمار استنتاج»، ۱۹۷۵
- ایمره لاکاتوش، «برهان و ردّیه»، ۱۹۷۶
- هارتری فیلد، «علم بدون اعداد: دفاع از نومینالیسم»، ۱۹۸۰/۲۰۱۶
- پنلوپه مدی، «واقع‌گرایی در ریاضیات»، ۱۹۹۰
- جرج بولوس، «منطق، منطق و منطق»، ۱۹۹۸
- مارک کالیوان، «ضروری بودن ریاضیات»، ۲۰۰۱
- پنلوپه مدی، «فلسفه دوم: یک روش طبیعی»، ۲۰۰۷

## فلسفه علم
- ویلیام هیول، «فلسفه علوم استقرایی: مبتنی بر تاریخچه آن‌ها»، ۱۸۴۰
- جان استوارت میل، «یک سیستم منطقی: نسبتی و استقرایی»، ۱۸۴۳
- ویلیام استنلی جونز، «اصول علم: رساله‌ای در منطق و روش علمی»، ۱۸۷۴
- چارلز سندرز پیرس، «تصاویری از منطق علم», ۱۸۷۷–۱۸۷۸
- کارل پیرسون، «دستور زبان علم»، ۱۸۹۲
- آنری پوانکاره، «علم و فرضیه"، ۱۹۰۲، و "ارزش علم»، ۱۹۰۵
- هرمان ویل، «فلسفه ریاضیات و علوم طبیعی»، ۱۹۲۷/۱۹۴۹
- اتو نویرات، «فیزیکالیسم: فلسفه مکتب وین»، ۱۹۳۱
- کارل پوپر، «منطق اکتشاف علمی»، ۱۹۳۴/۱۹۵۹
- جان دیویی، «منطق: نظریه تحقیق»، ۱۹۳۸
- رودلف کارناپ، «مبانی منطقی احتمال»، ۱۹۵۰/۱۹۶۲
- هانس رایشنباخ، «ظهور فلسفه علمی»، ۱۹۵۱
- استفان تولمین، «فلسفه علم: مقدمه»، ۱۹۵۳
- نلسن گودمن، «واقعیت، داستان و پیش‌بینی»، ۱۹۵۵
- مایکل پولانی، «دانش شخصی: به‌سوی یک فلسفه پساانتقادی»، ۱۹۵۸
- ارنست نیگل، «ساختار علم: «مسائلی در منطق تبیین علمی»، ۱۹۶۱
- توماس کوهن، «ساختار انقلاب‌های علمی» ۱۹۶۲/۱۹۹۶
- کارل گوستاو همپل، «جنبه‌های تبیین علمی» و مقالات دیگر در فلسفه علم، ۱۹۶۵
- ماریو بونگه، «تحقیقات علمی: استراتژی و فلسفه (در سال ۱۹۹۸ با عنوان فلسفه علم بازنشر شد)»، ۱۹۶۷
- استفان تولمین، «درک انسانی: استفاده جمعی و تکامل مفاهیم»، ۱۹۷۲
- ماریو بونگه، «رساله اصول فلسفه، ۸ جلد»، ۱۹۷۴–۱۹۸۹
- مایکل فریدمن، «تبیین و درک علمی»، ۱۹۷۴
- روی باسکار، «نظریه واقع‌گرایانه علم»، ۱۹۷۵
- پاول فایرابند، «علیه روش: "طرح کلی نظریه آنارشیستی دانش»، ۱۹۷۵/۱۹۹۳
- لری لاودان، «پیشرفت و مشکلات آن: به سوی نظریه رشد علمی»، ۱۹۷۸
- دیوید لوئیس، «نحوه تعریف اصطلاحات نظری»، ۱۹۷۹
- مارکس وارتوفسکی، «مدل‌ها: بازنمایی و درک علمی»، ۱۹۷۹
- بس سی. ون‌فراسن، «تصویر علمی»، ۱۹۸۰
- کارولین مرچانت، «مرگ طبیعت: زنان، اکولوژی و انقلاب علمی»، ۱۹۸۰
- وسلی سالمون، «تبیین علمی و ساختار علّی جهان»، ۱۹۸۴
- استیون شیپین و سایمون شفر، «لویاتان و پمپ باد: هابز، بویل و زندگی تجربی»، ۱۹۸۵
- رونالد گیر، «تبیین علم: رویکرد شناختی»، ۱۹۸۸
- دیوید هال، «علم به‌مثابه یک فرایند: گزارشی تکاملی از توسعه اجتماعی و مفهومی علم»، ۱۹۸۸
- پل تاگارد، «فلسفه علم محاسباتی»، ۱۹۸۸
- هلن لونجیو، «علم به‌مثابه دانش اجتماعی: ارزش‌ها و عینیت در تحقیق علمی»، ۱۹۹۰
- پیتر آچینستاین، «ذرات و امواج: مقالات تاریخی در فلسفه علم»، ۱۹۹۱
- لورین کد، «چه می‌تواند بداند؟ نظریه فمینیستی و ساخت دانش»، ۱۹۹۱
- سندرا هاردینگ، «علم چیست؟ دانش چیست؟ تفکر از زندگی زنان»، ۱۹۹۱
- پل تاگارد، «انقلاب‌های مفهومی»، ۱۹۹۲
- جان دوپره، «بی‌نظمی اشیا: مبانی متافیزیکی گسست علم»، ۱۹۹۳
- دبورا مایو، «خطا و رشد دانش تجربی»، ۱۹۹۶
- ادوارد ویلسون، «انسجام: وحدت دانش»، ۱۹۹۸
- جان زیمن، «علم واقعی: چیست و چه معنایی دارد»، ۲۰۰۰
- پاتریک ساپس، «بازنمایی و تغییرناپذیری ساختارهای علمی»، ۲۰۰۲
- هاسوک چانگ، «اختراع دما: اندازه‌گیری و پیشرفت علمی»، ۲۰۰۴
- ویلیام ویمست، «مهندسی مجدد فلسفه برای موجودات محدود: تقریب‌های جزئی به واقعیت»، ۲۰۰۷
- نانسی نرسسیان، «ایجاد مفاهیم علمی»، ۲۰۰۸
- هیتر داگلاس، «علم، سیاست، و ایده‌آل بدون ارزش»، ۲۰۰۹
- پیتر گادفری اسمیت، «نظریه و واقعیت: درآمدی بر فلسفه علم»، ۲۰۰۹
- ویلیام باچتل و رابرت سی ریچاردسون، «کشف پیچیدگی: تجزیه و محلی‌سازی به عنوان استراتژی در علم پژوهش»، ۲۰۱۰

### فلسفه فیزیک
- پی‌یر دوهم، «هدف و ساختار نظریه فیزیکی»، ۱۹۰۶
- آلبرت اینشتین، «معنای نسبیت»، ۱۹۲۲
- هانس رایشنباخ، «فلسفه فضا و زمان»، ۱۹۲۸/۱۹۵۷
- آلبرت اینشتین، بوریس پودولسکی، نیتان روزن، «آیا توصیف مکانیکی کوانتومی واقعیت فیزیکی را می‌توان کامل در نظر گرفت؟»، ۱۹۳۵
- آرتور استنلی ادینگتون، «فلسفه علم فیزیک»، ۱۹۳۹
- ورنر هایزنبرگ، «فیزیک و فلسفه: انقلاب در علم مدرن»، ۱۹۵۸
- آدولف گرونبام، «مسائل فلسفی فضا و زمان»، ۱۹۶۳/۱۹۷۳
- جان استوارت بل، «دربارهٔ پارادوکس اینشتین-پودولسکی-رزن»، ۱۹۶۴
- رودلف کارناپ، «مبانی فلسفی فیزیک»، ۱۹۶۶
- لاورنس اسکلار، «فضا، زمان و فضازمان»، ۱۹۷۴
- نانسی کارترایت، «قوانین فیزیک چگونه دروغ می‌گویند»، ۱۹۸۳
- مایکل فریدمن، «مبانی نظریه‌های فضا-زمان: فیزیک نسبیتی و فلسفه علم»، ۱۹۸۳
- جان استوارت بل، «گفتنی و ناگفتنی‌های مکانیک کوانتومی: مقالات گردآوری‌شده دربارهٔ فلسفه کوانتومی»، ۱۹۸۷/۲۰۰۴
- لاورنس اسکلار، «فلسفه فیزیک»، ۱۹۹۲
- لاورنس اسکلار، «فیزیک و شانس: مسائل فلسفی در مبانی مکانیک آماری»، ۱۹۹۳
- رولاند اومنس، «فلسفه کوانتومی: درک و تفسیر علم معاصر», ۱۹۹۴/۱۹۹۹
- جفری باب، «تفسیر دنیای کوانتومی»، ۱۹۹۷
- روبرتو تورتی، «فلسفه فیزیک»، ۱۹۹۹
- کریگ کالندر و نیک هاگت، «فیزیک با فلسفه در مقیاس پلانک ملاقات می‌کند: نظریه‌های معاصر در گرانش کوانتومی»، ۲۰۰۱
- هاروی براون، «نسبیت فیزیکی: ساختار فضا-زمان از دیدگاه دینامیکی»، ۲۰۰۵
- لورا روچه، «تفسیر نظریه‌های کوانتومی: هنر ممکن»، ۲۰۱۱

### فلسفه زیست‌شناسی
- اروین شرودینگر، «حیات چیست؟ جنبه فیزیکی سلول زنده»، ۱۹۴۵
- دیوید هال، «فلسفه علوم زیستی»، ۱۹۷۴
- استفان جی گولد و ریچارد لوونتین، «اسپاندرال‌های سن مارکو و پارادایم پانگلوسی: نقدی بر برنامه انطباق‌گرایانه»، ۱۹۷۹
- استفان جی گولد، «اندازه‌گیری نادرست انسان»، ۱۹۸۱/۱۹۹۶
- ریچارد داوکینز، «فنوتیپ توسعه یافته»، ۱۹۸۲
- ارنست مایر، «رشد اندیشه زیستی: تنوع، تکامل و وراثت»، ۱۹۸۲
- الیوت سوبر، «ماهیت انتخاب: نظریه تکاملی در تمرکز فلسفی»، ۱۹۸۴
- مایکل روس، «جدی گرفتن داروین: رویکردی طبیعی به فلسفه»، ۱۹۸۶
- کریستین شریدر-فریشت و ارل دی. مک‌کوی، «روش در اکولوژی: استراتژی‌هایی برای حفاظت»، ۱۹۹۳
- الیوت سوبر، «فلسفه زیست‌شناسی»، ۱۹۹۳/۲۰۰۰
- دانیل سی. دنت، «ایده خطرناک داروین: تکامل و معانی زندگی»، ۱۹۹۵
- مارتین ماهنر و ماریو بونگه، «مبانی بیوفلسفی»، ۱۹۹۷
- کیم استرنلی و پل گریفیتس، «جنسیت و مرگ: مقدمه‌ای بر فلسفه زیست‌شناسی»، ۱۹۹۹
- ساندرا میچل، «پیچیدگی زیستی و کثرت‌گرایی یکپارچه»، ۲۰۰۳
- دنی نوبل، «موسیقی زندگی: زیست‌شناسی فراتر از ژنوم»، ۲۰۰۶
- سمیر عکاشه، «تکامل و سطوح انتخاب»، ۲۰۰۶
- الیوت سوبر، «شواهد و تکامل: منطق پشت علم»، ۲۰۰۸
- مایکل روس، «فلسفه تکامل انسان»، ۲۰۱۰

### فلسفه شیمی
- اریک اسکری و لی مک‌اینتایر، «موردی برای فلسفه شیمی»، ۱۹۹۷
- دیویس بیرد، اریک اسکری، و لی سی. مک‌اینتایر (ویرایشگران)، «فلسفه شیمی: سنتز یک رشته جدید»، ۲۰۰۶

### فلسفه روان‌شناسی
- ویلیام جیمز، «اصول روان‌شناسی»، ۱۸۹۰
- بی‌اف اسکینر، «علم و رفتار انسانی»، ۱۹۵۳
- آبراهام کاپلان، «هدایت تحقیق: روش‌شناسی علوم رفتاری»، ۱۹۶۴
- پل ای. میل، «تئوری تست در روان‌شناسی و فیزیک: یک پارادوکس روش‌شناختی»، ۱۹۶۷
- روی باسکار، «امکان طبیعت‌گرایی: نقد فلسفی علوم انسانی معاصر»، ۱۹۷۹/۲۰۱۵
- جان رابرت اندرسون، «روان‌شناسی شناختی و پیامدهای آن»، ۱۹۸۰/۲۰۱۹
- ند بلاک «خوانش در فلسفه روان‌شناسی»، ۱۹۸۱
- ماریو بونگه و روبن آردیلا، «فلسفه روان‌شناسی»، ۱۹۸۷
- پل ای. میل، «ریسک‌های نظری و ستاره‌های جدولی: سر کارل، سر رونالد، و پیشرفت آهسته روان‌شناسی نرم»، ۱۹۹۲
- جورج بوتریل و پیتر کاروترز، «فلسفه روان‌شناسی»، ۱۹۹۹
- استیون پینکر، «لوح سپید: انکار مدرن طبیعت انسان»، ۲۰۰۲
- جسی پرینز، «واکنش‌های روده: نظریه ادراکی احساسات»، ۲۰۰۴

### فلسفه اقتصاد
- لیونل رابینز، «مقاله‌ای پیرامون ماهیت و اهمیت علم اقتصادی»، ۱۹۳۲
- کنث ارو، «انتخاب اجتماعی و ارزش‌های فردی»، ۱۹۵۱/۱۹۶۳
- لودویگ فون میزس، «بنیاد نهایی علوم اقتصادی»، ۱۹۶۲
- جآن رابینسون، «فلسفه اقتصادی»، ۱۹۶۲
- کنت ای. بولدینگ، «اقتصاد به‌مثابه یک علم اخلاقی»، ۱۹۶۹
- آمارتیا سن، «پیرامون نابرابری اقتصادی»، ۱۹۷۳
- الیزابت اندرسون، «ارزش در اخلاق و اقتصاد», ۱۹۹۳
- پل اورمرود، «مرگ اقتصاد»، ۱۹۹۴
- آمارتیا سن، «توسعه به‌مثابه آزادی»، ۱۹۹۹
- استیو کین، «اقتصادزدایی: امپراتور برهنه علوم اجتماعی»، ۲۰۰۱/۲۰۱۱

## اخلاق
- جرج ادوارد مور، «اصول اخلاقی»، ۱۹۰۳
- جان دیویی و جیمز هیدن تافتز، «اخلاق»، ۱۹۰۸/۱۹۳۲
- دیوید راس، «خیر و شر»، ۱۹۳۰
- الیزابت انسکوم، «فلسفه اخلاق مدرن»، ۱۹۵۸
- کنراد هل ودینگتون، «حیوان اخلاقی»، ۱۹۶۰
- پیتر سینگر، «قحطی، فراوانی و اخلاق»، ۱۹۷۲
- جی. ال. مکی، «اخلاق: اختراع درست و نادرست»، ۱۹۷۷
- سیسلا بوک، «دروغ: انتخاب اخلاقی در زندگی عمومی و خصوصی»، ۱۹۷۸
- فیلیپا فوت، «فضایل و رذایل: و مقالات دیگر در فلسفه اخلاق»، ۱۹۷۸
- آلن گویورت، «عقل و اخلاق»، ۱۹۷۸
- پیتر سینگر، «اخلاق عملی»، ۱۹۷۹/۲۰۱۱
- السدیر مک‌اینتایر، «در پی فضیلت»، ۱۹۸۱/۲۰۰۷
- ساموئل شفلر، «رد نتیجه‌گرایی», ۱۹۸۲/۱۹۹۴
- درک پارفیت، «دلایل و اشخاص»، ۱۹۸۴
- برنارد ویلیامز، «اخلاق و حدود فلسفه»، ۱۹۸۵
- دیوید گوتیه، «اخلاق بر اساس توافق»، ۱۹۸۶
- پیتر ریلتون، «رئالیسم اخلاقی»، ۱۹۸۶
- مارتا نوسبوم، «شکنندگی نیکی»، ۱۹۸۶
- پل تیلور، «احترام به طبیعت: نظریه‌ای از اخلاق محیطی»، ۱۹۸۶
- هلمز رولستون سوم، «اخلاق محیطی: وظایف و ارزش‌ها در دنیای طبیعی»، ۱۹۸۸
- سوزان هارلی، «دلایل طبیعی: شخصیت و سیاست»، ۱۹۸۹
- شلی کیگن، «محدودیت‌های اخلاق»، ۱۹۸۹
- آلن گیبارد، «انتخاب‌های خردمندانه، احساسات مناسب: نظریه قضاوت هنجاری»، ۱۹۹۰
- جوان ترونتو، «مرزهای اخلاقی: استدلال سیاسی برای اخلاق مراقبت»، ۱۹۹۳
- آنت بایر، «تعصبات اخلاقی: مقالاتی دربارهٔ اخلاق»، ۱۹۹۴
- مایکل ای. اسمیت، «مسئله اخلاقی»، ۱۹۹۴
- کریستین کورسگارد، «منابع هنجاری»، ۱۹۹۶
- پیتر آنگر، «عمر طولانی و موافقت با مرگ: توهم معصومیت ما»، ۱۹۹۶
- توماس ام. اسکنلن، «آنچه به یکدیگر مدیونیم»، ۱۹۹۸
- روزالیند هرست‌هاوس، «دربارهٔ اخلاق فضیلت»، ۱۹۹۹
- فیلیپا فوت، «نیکی طبیعی»، ۲۰۰۱
- آلن گیبارد، «فکر کردن به چگونگی زندگی»، ۲۰۰۳
- جاناتان دنسی، «اخلاق بدون اصول»، ۲۰۰۴
- مایکل هیمر، «شهودگرایی اخلاقی»، ۲۰۰۵
- ویرجینیا هلد، «اخلاق مراقبت: شخصی، سیاسی و جهانی»، ۲۰۰۶
- درک پارفیت، «درباره آنچه مهم است»، ۲۰۱۱/۲۰۱۷

### فرا اخلاق
- پیتر استراوسن، «آزادی و رنجش»، ۱۹۶۲
- جان مکداول، «فضیلت و عقل»، ۱۹۷۲
- جان مکداول، «غیرشناخت‌گرایی و پیروی از قوانین»، ۱۹۸۱
- یورگن هابرماس، «توجیه و کاربرد: اظهاراتی در مورد اخلاق گفتمانی»، ۱۹۹۳

### اخلاق زیستی
- پل رمزی، «انسان ساختگی: اخلاق کنترل ژنتیکی»، ۱۹۷۰
- پل رمزی، «بیمار به‌مثابه شخص: کاوش در اخلاق پزشکی»، ۱۹۷۰
- جودیت جارویس تامسون، «دفاعی از سقط»، ۱۹۷۱
- دان مارکیز، «چرا سقط جنین غیراخلاقی است»، ۱۹۸۹

## زیبایی‌شناسی
- بندیتو کروچه، «زیبایی‌شناسی: به‌مثابه علم بیان و زبان‌شناسی عمومی»، ۱۹۰۲
- ژاک ماریتن، «هنر و مکتب»، ۱۹۲۰
- جان دیویی، «هنر به منزله تجربه»، ۱۹۳۴
- ر. ج. کالینگوود، «اصول هنر»، ۱۹۳۸
- سوزان لنگر، «مسائل هنر: ده سخنرانی فلسفی»، ۱۹۵۷
- مونرو بیردزلی، «زیبایی‌شناسی: مسائلی در فلسفه نقد»، ۱۹۵۸
- جورج کوبلر، «شکل زمان: اظهاراتی در مورد تاریخ اشیا»، ۱۹۶۲
- ویرجیل آلدریچ، «فلسفه هنر»، ۱۹۶۳
- نلسون گودمن، «زبان‌های هنر: رویکردی به نظریه نمادها», ۱۹۶۸/۱۹۷۶
- ریچارد ولهایم، «هنر و اشیاء آن»، ۱۹۶۸
- رودلف آرنهایم، «تفکر بصری»، ۱۹۶۹
- تئودور آدورنو، «نظریه زیبایی‌شناسی»، ۱۹۷۰
- ریچارد شچنر، «مقالاتی در مورد تئوری عملکرد», ۱۹۷۶/۲۰۰۴
- آرتور دانتو، «تغییر شکل عمومی: فلسفه هنر»، ۱۹۸۱
- نوئل کرول، «فلسفه وحشت، یا پارادوکس‌های قلب»، ۱۹۹۰
- کندال والتون، «میمسیس به‌مثابه باور: در مبانی هنرهای بازنمایی»، ۱۹۹۰
- ریچارد شوسترمن، «زیبایی‌شناسی پراگماتیست: زیبایی زنده، بازاندیشی هنر»، ۱۹۹۲/۲۰۰۰
- آرتور دانتو، «پس از پایان هنر: هنر معاصر و رنگ‌پریده تاریخ»، ۱۹۹۷
- بریس گوت، «هنر، احساسات و اخلاق»، ۲۰۰۷

## فلسفه اجتماعی

### هویت
- ادوارد سعید، «شرق‌شناسی»، ۱۹۷۸
- جودیت باتلر، «اعمال اجرایی و قانون اساسی جنسیت»، ۱۹۸۸
- جودیت باتلر، «آشفتگی جنسیتی»، ۱۹۹۰
- قوام آنتونی آپیا، «اخلاق هویت»، ۲۰۰۵
- سارا احمد، «پیرامون شمولیت: نژادپرستی و تنوع در زندگی نهادی»، ۲۰۱۲
- سالی هاسلنگر، «مقاومت در برابر واقعیت: ساخت اجتماعی و نقد اجتماعی»، ۲۰۱۲

### فلسفه تعلیم و تربیت
- جان دیویی، «دموکراسی و آموزش»، ۱۹۱۶
- بی اف اسکینر، «والدن دو»، ۱۹۴۸
- پائولو فریره، «آموزش ستم‌دیدگان»، ۱۹۶۸

### فلسفه تاریخ
- موریس ماندلبام، «مسئله دانش تاریخی: پاسخی به نسبی‌گرایی»، ۱۹۳۸
- ر. ج. کالینگوود، «ایده تاریخ»، ۱۹۴۶
- کارل لویت، «معنا در تاریخ: پیامدهای الهیاتی فلسفه تاریخ»، ۱۹۴۹
- پاتریک گاردینر، «ماهیت تبیین تاریخی»، ۱۹۵۲
- محسن مهدی، «فلسفه تاریخ ابن‌خلدون: پژوهشی در بنیاد فلسفی علم فرهنگ»، ۱۹۵۷م.
- ادوارد هالت کار، «تاریخ چیست؟»، ۱۹۶۱
- آرتور دانتو، «فلسفه تحلیلی تاریخ»، ۱۹۶۵

### فلسفه حقوق
- روسکو پوند، «درآمدی بر فلسفه حقوق»، ۱۹۵۴
- هربرت لیونل آدولفوس هارت، «مفهوم قانون»، ۱۹۶۱
- لئون ال. فولر، «اخلاق قانون»، ۱۹۶۴/۱۹۶۹
- رونالد دوورکین، «جدی گرفتن حقوق»، ۱۹۷۷
- جان فینیس، «قانون طبیعی و حقوق طبیعی»، ۱۹۸۰/۲۰۱۱
- دیوید لیونز، «اخلاق و حاکمیت قانون»، ۱۹۸۴
- رونالد دوورکین، «امپراتوری قانون»، ۱۹۸۶

## فلسفه سیاسی
- ژاک ماریتن، «اومانیسم یکپارچه: مشکلات زمانی و معنوی جهان مسیحی جدید»، ۱۹۳۶
- جان دیویی، «آزادی و فرهنگ»، ۱۹۳۹
- ژاک ماریتن، «حقوق انسان و قانون طبیعی»، ۱۹۴۲
- فریدریش آوگوست فون هایک، «راه بردگی»، ۱۹۴۴
- کارل پوپر، «جامعه باز و دشمنان آن»، ۱۹۴۵
- هانا آرنت، «ریشه‌های توتالیتاریسم»، ۱۹۵۱
- آیزایا برلین، «دو مفهوم آزادی»، ۱۹۵۸
- برونو لئونی، «آزادی و قانون»، ۱۹۶۱
- جان رالز، «نظریه عدالت»، ۱۹۷۱
- رابرت نوزیک، «آنارشی، دولت و اتوپیا»، ۱۹۷۴
- مایکل جی. سندل، «لیبرالیسم و حدود عدالت»، ۱۹۸۲/۱۹۹۸
- مایکل والزر، «حوزه‌های عدالت: دفاع از کثرت‌گرایی و برابری»، ۱۹۸۳
- جوزف راز، «اخلاق آزادی»، ۱۹۸۶
- پل ریکور، «سخنرانی‌هایی دربارهٔ ایدئولوژی و اتوپیا»، ۱۹۸۶
- یورگن هابرماس، «بین واقعیت‌ها و هنجارها»، ۱۹۹۲
- اکسل هونت، «مبارزه برای شناخت: گرامر اخلاقی تعارضات اجتماعی»، ۱۹۹۲
- جان رالز، «لیبرالیسم سیاسی»، ۱۹۹۳
- ویل کیملیکا، «شهروندی چندگانگی فرهنگی: نظریه لیبرال حقوق اقلیت‌ها»، ۱۹۹۵
- نانسی فریزر، «عدالت وقفهی: تأملات انتقادی در مورد شرایط پساسوسیالیستی»، ۱۹۹۷
- روبرتو مانگابیرا آنگر، «دموکراسی تحقق‌یافته: یک جایگزین مترقی»، ۱۹۹۸
- آمارتیا سن، «ایده عدالت»، ۲۰۰۹
- آلن توماس، «جمهوری برابرها: پیش‌توزیع و دموکراسی مالکیت دارایی»، ۲۰۱۷

## فلسفه قاره‌ای

### پدیدارشناسی و اگزیستانسیالیسم
- ادموند هوسرل، «پژوهش‌های منطقی»، ۱۹۰۰/۱۹۰۱
- ادموند هوسرل، «ایده‌های مربوط به پدیدارشناسی ناب و فلسفه پدیدارشناختی»، ۱۹۱۳
- ماکس شلر، «فرمالیسم در اخلاق و اخلاق غیررسمی ارزش‌ها»، ۱۹۱۳/۱۹۱۶
- مارتین بوبر، «من و تو»، ۱۹۲۳
- مارتین هایدگر، «هستی و زمان»، ۱۹۲۷
- ادموند هوسرل، «تأملات دکارتی»، ۱۹۳۱
- آلفرد شوتس، «پدیدارشناسی جهان اجتماعی»، ۱۹۳۲
- آلبر کامو، «افسانه سیزیف»، ۱۹۴۲
- ژان-پل سارتر، «هستی و نیستی»، ۱۹۴۳
- موریس مرلو-پونتی، «پدیدارشناسی ادراک»، ۱۹۴۵
- ژاک ماریتن، «هستی و موجود»، ۱۹۴۷
- سیمون دو بووار، «جنس دوم»، ۱۹۴۹
- امانوئل لویناس، «کلیت و بی‌نهایت»، ۱۹۶۱
- امانوئل لویناس، «غیر از وجود، یا فراتر از ذات»، ۱۹۷۴
- ژان-لوک ماریون، «داده شدن»، ۱۹۹۷

### هرمنوتیک و ساختارشکنی
- هانس-گئورگ گادامر، «حقیقت و روش»، ۱۹۶۰
- پل ریکور، «فروید و فلسفه: مقاله‌ای در مورد تفسیر», ۱۹۶۵
- ژاک دریدا، «گراماتولوژی»، ۱۹۶۷
- هانس-گئورگ گادامر، «هرمنوتیک فلسفی»، ۱۹۷۶
- پل ریکور، «نظریه تفسیر: گفتمان و مازاد معنا»، ۱۹۷۶
- پل ریکور، «هرمنوتیک و علوم انسانی: مقالاتی در مورد زبان، کنش، و تفسیر»، ۱۹۸۱
- جان مکداول، «گادامر و دیویدسون در مورد درک و نسبیت»، ۲۰۰۲

### ساختارگرایی و پساساختارگرایی
- ژرژ باتای، «سهم نفرین‌شده: مقاله‌ای در اقتصاد عمومی»، ۱۹۴۹
- میشل فوکو، «الفاظ و اشیاء»، ۱۹۶۶
- ژیل دلوز، «تفاوت و تکرار»، ۱۹۶۸
- ژیل دلوز، «منطق حس»، ۱۹۶۹
- ژیل دلوز و فلیکس گوتاری، «سرمایه‌داری و اسکیزوفرنی»، ۱۹۷۲–۱۹۸۰
- ژان بودریار، «آینه تولید»، ۱۹۷۳
- لوس ایریگاره، «گمانه‌زنی دیگر»، ۱۹۷۴
- میشل فوکو، «مراقبت و تنبیه»، ۱۹۷۵
- ژان بودریار، «وانموده‌ها و وانمود»، ۱۹۸۱

### نظریه انتقادی و مارکسیسم
- گئورگ لوکاچ، «تاریخ و آگاهی طبقاتی: مطالعاتی در دیالکتیک مارکسیستی», ۱۹۲۳
- کارل کرش، «مارکسیسم و فلسفه»، ۱۹۲۳
- هربرت مارکوزه، «خرد و انقلاب: هگل و ظهور نظریه اجتماعی»، ۱۹۴۱
- ماکس هورکهایمر و تئودور آدورنو، «دیالکتیک روشن‌گری»، ۱۹۴۴
- هربرت مارکوزه، «اروس و تمدن»، ۱۹۴۵
- آنری لوفور، «نقد زندگی روزمره»، ۱۹۴۷، ۱۹۶۱، ۱۹۸۱
- ژان-پل سارتر، «نقد خرد دیالکتیکی»، ۱۹۶۰
- هربرت مارکوزه، «انسان تک‌ساحتی'»، ۱۹۶۴
- لوئی آلتوسر، «خوانش سرمایه'»، ۱۹۶۵
- تئودور آدورنو، «دیالکتیک منفی»، ۱۹۶۶
- کورنلیوس کاستوریادیس، «نهاد خیالی جامعه»، ۱۹۷۵
- جرالد کوهن، «نظریه کارل مارکس در مورد تاریخ: دفاع»، ۱۹۷۸
- یورگن هابرماس، «نظریه کنش ارتباطی»، ۱۹۸۱
- مارشال برمن، «هر آنچه سخت و استوار است دود می‌شود و به هوا می‌رود: تجربه مدرنیته»، ۱۹۸۲
- آلن بدیو، «هستی و رویداد»، ۱۹۸۸

## فلسفه شرق
- کیتارو نیشیدا، «پژوهشی در باب خیر»، ۱۹۱۱
- کیتارو نیشیدا، «از بازیگری تا دیدن»، ۱۹۲۳–۱۹۲۷
- سوزوکی دایستسو تیتارو، «مقدمه‌ای بر ذن بودیسم»، ۱۹۳۴
- فنگ یولان، «تاریخ فلسفه چینی»، ۱۹۳۴
- فنگ یولان، «فلسفه عقلی جدید»، ۱۹۳۹
- «مانیفستی برای ارزیابی مجدد سنت‌شناسی و بازسازی فرهنگ چینی»،[۷] ۱۹۵۸
- کیجی نیشیتانی، «دین و نیستی»، ۱۹۶۱